# Fusarium brachygibbosum
Fusarium brachygibbosum är en svampart som beskrevs av Padwick 1945. Fusarium brachygibbosum ingår i släktet Fusarium och familjen Nectriaceae.   Inga underarter finns listade i Catalogue of Life.